# Kisses on the Bottom
Kisses on the Bottom es el decimoquinto álbum de estudio en solitario del músico británico Paul McCartney, publicado por el sello Hear Music en febrero de 2012. El disco, que contó con la producción musical de Tommy LiPuma, es un álbum de versiones de canciones jazz, con solo dos composiciones originales de McCartney, «My Valentine» y «Only Our Hearts». Grabado en marzo de 2010 en los Capitol Studios de Los Ángeles, contó con el respaldo de músicos dirigidos por Diana Krall y con invitados como Eric Clapton, Stevie Wonder y Joe Walsh.
Tras su publicación, Kisses on the Bottom obtuvo reseñas más críticas en comparación con trabajos anteriores de McCartney. Si bien algunos periodistas destacaron la buena realización y el afecto de McCartney por las canciones, otros medios fueron más críticos con los arreglos de jazz o la propia voz de McCartney. A pesar de las reseñas, el álbum alcanzó la quinta posición en la lista estadounidense Billboard 200 y debutó en el puesto tres de la lista de discos más vendidos del Reino Unido. Además, alcanzó el primer puesto en la lista de álbumes de jazz de Billboard.
En noviembre, Hear Music publicó Kisses on the Bottom - Complete Kisses, una edición ampliada disponible solo en iTunes con el álbum original, cuatro temas extra y un concierto que McCartney ofreció en los Capitol Studios el 9 de febrero. Parte del concierto fue publicada previamente en iTunes Live from Capitol Studios, un álbum digital disponible en iTunes, mientras que el concierto completo fue publicado posteriormente en el DVD y Blu Ray Live Kisses.

## Grabación

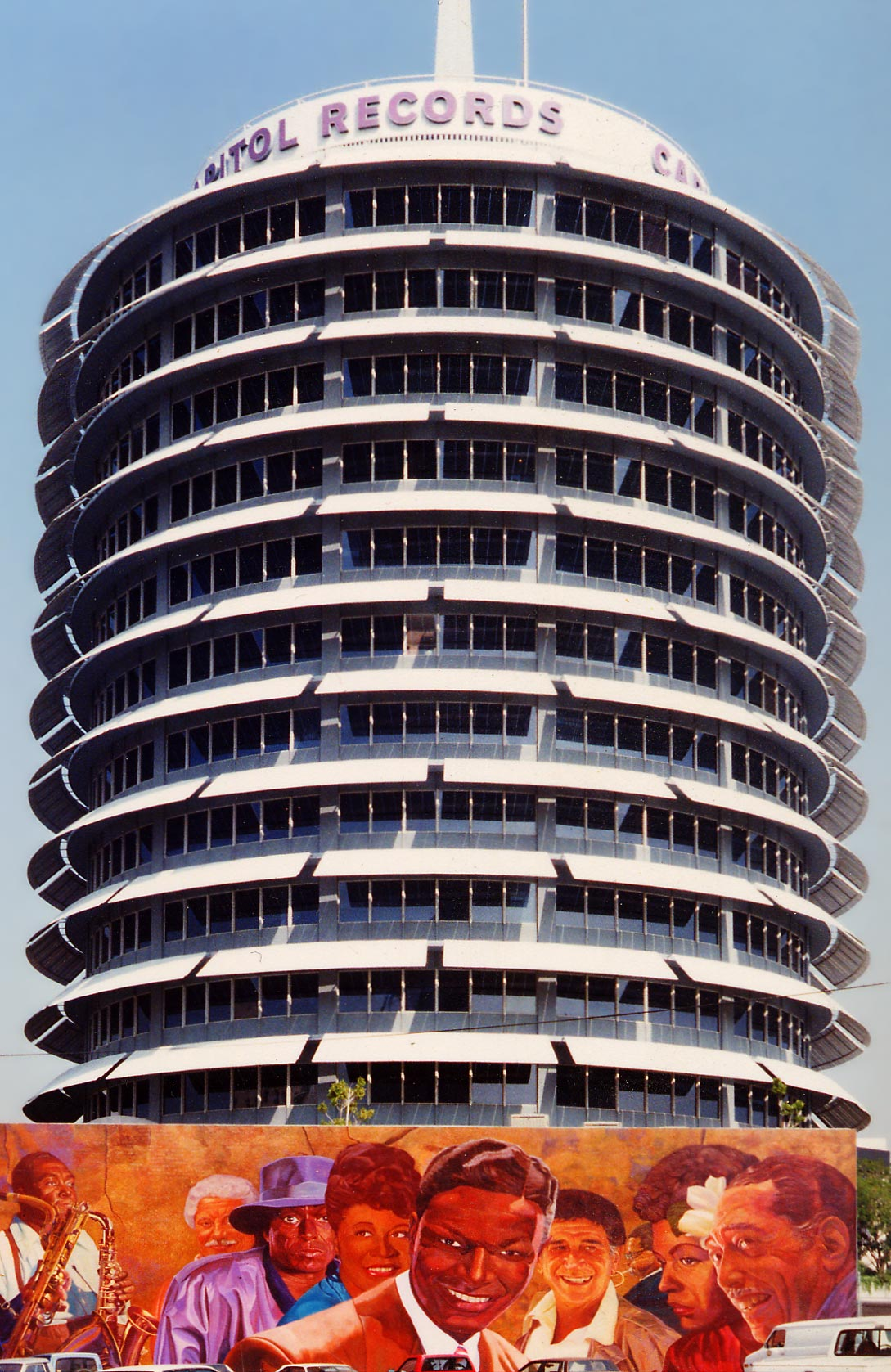
La grabación de Kisses on the Bottom tuvo lugar en el Capitol Records Building.

Un año antes de grabar Kisses on the Bottom, McCartney contactó con el productor musical Tommy LiPuma y trabajó con él y con un teclista durante cinco días en los estudios que el músico tiene en East Sussex. Durante las sesiones, el trío «grabó 15-20 canciones» con piano y voces, para ver cómo podían evolucionar los temas. Durante esta época, McCartney también grabó una nueva canción aun inédita con la ayuda del ingeniero Geoff Emerick. Las canciones en las que McCartney comenzó a trabar fueron votadas democráticamente por la banda. Según el músico: «Saqué algunas [canciones] de mis recuerdos, cuando era niño y cantábamos en familia, lo cual fue la inspiración original de la idea, y le dije a Tom: "Miremos estas. Es el tipo de era a la que quiero mirar". El propio Tommy sugirió más; una chica en mi oficina; [...] Diana [Krall] sugirió más. Luego toqué un par de canciones que había compuesto, y Tommy dijo: "Guau, esa es una buena idea", de modo que seleccionamos un par de aquellas. [...] Todos hicimos sugerencias, y todos miramos esas sugerencias en el estudio».
Durante las sesiones de grabación, también registró una versión alternativa de «My Valentine» con una orquestación distinta, y regrabó dos canciones antiguas de su propio catálogo: «Baby's Request», originalmente publicada en el álbum de Wings Back to the Egg (1979), y «Goodnight Princess», un tema inédito de 1983 cuya nueva versión tampoco fue publicada. Gran parte de las canciones fueron interpretadas sin la ayuda de partituras. Según McCartney: «Me recordaba al modo en que solíamos hacer en The Beatles. John [Lennon] y yo componíamos una canción, fijábamos una fecha en Abbey Road Studios, y ni George Martin ni George Harrison o Ringo [Starr] sabían de qué iban las canciones. Las trabajábamos ahí mismo en la habitación».
Tras varios ensayos, la grabación de Kisses on the Bottom tuvo lugar en los Capitol Studios y en los Avatar Studios de Los Ángeles entre marzo de 2010 y comienzos de 2011. En las notas que acompañan al álbum, McCartney comenzó: «Trabajé con Diana Krall y grandes músicos del jazz como John Clayton. Es un álbum muy tierno, muy íntimo, para escuchar en casa tras el trabajo, con una copa de vino o una taza de de té». A diferencia de trabajos previos, en los que suele tocar la mayoría de los instrumentos y dirigir la evolución del sonido, McCartney solo tocó la guitarra acústica en «Get Yourself Another Fool» y «The Inch Worm», y contribuyó al álbum casi exclusivamente con su voz. Junto con la banda de Diana Krall, McCartney contó con la colaboración de invitados como Eric Clapton, que tocó la guitarra acústica en «My Valentine», y de Stevie Wonder, que tocó la armónica en «Only Our Hearts».

## Recepción
Según la revista musical Rolling Stone, «al igual que Rock 'n' Roll, el álbum de John Lennon, con gemas del rock primigenio, Kisses on the Bottom es el sonido de un músico alegre indagando en sus raíces, es divertido y conmovedor escucharle cantar a su manera a través del Great American Songbook». En una reseña del álbum para la BBC, el escritor Patrick Humphries se refirió al trabajo como «Lo que McCartney hace aquí, en el mejor sentido posible, es el disco ideal de música suave».
El álbum ganó el Grammy al mejor álbum de pop vocal tradicional en la 55.ª edición de los premios.

## Publicación y promoción
El 9 de febrero de 2012, iTunes retransmitió a través de Internet un concierto de McCartney en los Capitol Studios de Los Ángeles (California), donde se grabó la gran mayoría del álbum. Además, McCartney interpretó «My Valentine» con Diana Krall y Joe Walsh en la 54° entrega de los Premios Grammy. 
El sencillo alcanzó el puesto 20 en la lista estadounidense Adult Contemporary Chart tras debutar una semana antes en el puesto 28. En Japón, «My Valentine» llegó al puesto 23, mientras que en la lista Jazz Digital Songs de Estados Unidos alcanzó el primer puesto. "Only Our Hearts", que contó con la participación de Stevie Wonder, fue publicado como segundo sencillo y debutó en el puesto 84 en Japón.
El álbum obtuvo un notable éxito comercial, mejorando resultados de trabajos anteriores de la carrera en solitario de McCartney. En el Reino Unido, Kisses on the Bottom debutó en el puesto 3, y alcanzó el puesto 5 en la lista estadounidense Billboard 200, coincidiendo con el 48 aniversario de la entrada en las listas estadounidenses del álbum Meet the Beatles!. En la lista estadounidense de álbumes de jazz, Kisses on the Bottom debutó en el puesto 17, y en su segundo semana alcanzó el primer puesto. El álbum también alcanzó el puesto 2 en la lista Tastemaker Albums Chart, quedando por detrás del álbum de Van Halen A Different Kind of Truth y sobrepasando las ventas del álbum de Adele 21. 

## Título del álbum
El título del álbum, Kisses on the Bottom, procede de un verso de la primera canción del disco, «I'm Gonna Sit Right Down and Write Myself A Letter», publicada en 1935 por Fats Waller:

«I'm gonna write words so sweet, they're gonna knock me off my feet, a lot of kisses on the bottom, I'll be glad I got them».

«Voy a escribir palabras tan tiernas, que caerán a mis pies, un montón de besos al final, estaré orgulloso de tenerlos».

En el contexto de la canción, que narra la redacción de una carta, Kisses on the Bottom se traduce al español como: «Besos al pie de una carta». Sin embargo, el título del álbum puede traducirse en un contexto meramente literal como «besos en el trasero», lo cual dio pie a burlas y especulaciones sobre el auténtico significado del título. El propio McCartney desmintió el significado literal del título y lo adjudicó al verso extraído de la canción de Fats Waller.

## Lista de canciones
| Edición estándar |                                                      |                                                  |          |  |
| N.º              | Título                                               | Escritor(es)                                     | Duración |  |
| 1.               | «I'm Gonna Sit Right Down and Write Myself a Letter» | Fred E. Ahlert, Joe Young                        | 2:36     |  |
| 2.               | «Home (When Shadows Fall)»                           | Peter van Steeden, Jeff Clarkson, Harry Clarkson | 4:04     |  |
| 3.               | «It's Only a Paper Moon»                             | Harold Arlen, E. Y. Harburg, Billy Rose          | 2:35     |  |
| 4.               | «More I Cannot Wish You»                             | Frank Loesser                                    | 3:04     |  |
| 5.               | «The Glory of Love»                                  | Billy Hill                                       | 3:46     |  |
| 6.               | «We Three (My Echo, My Shadow and Me)»               | Sammy Mysels, Dick Robertson, Nelson Cogane      | 3:22     |  |
| 7.               | «Ac-Cent-Tchu-Ate the Positive»                      | Arlen, Johnny Mercer                             | 2:32     |  |
| 8.               | «My Valentine»                                       | Paul McCartney                                   | 3:14     |  |
| 9.               | «Always»                                             | Irving Berlin                                    | 3:50     |  |
| 10.              | «My Very Good Friend the Milkman»                    | Harold Spina, Johnny Burke                       | 3:04     |  |
| 11.              | «Bye Bye Blackbird»                                  | Ray Henderson, Mort Dixon                        | 4:26     |  |
| 12.              | «Get Yourself Another Fool»                          | Haywood Henry, Monroe Tucker                     | 4:42     |  |
| 13.              | «The Inch Worm»                                      | Loesser                                          | 3:43     |  |
| 14.              | «Only Our Hearts»                                    | Paul McCartney                                   | 4:21     |  |

| Edición deluxe |                        |                         |          |  |
| N.º            | Título                 | Escritor(es)            | Duración |  |
| 15.            | «Baby's Request»       | McCartney               | 3:30     |  |
| 16.            | «My One and Only Love» | Guy Wood, Robert Mellin | 3:50     |  |

| Kisses on the Bottom – Complete Kisses |                                                                   |                                                  |          |  |
| N.º                                    | Título                                                            | Escritor(es)                                     | Duración |  |
| 1.                                     | «I'm Gonna Sit Right Down and Write Myself a Letter»              | Fred E. Ahlert, Joe Young                        | 2:36     |  |
| 2.                                     | «Home (When Shadows Fall)»                                        | Peter van Steeden, Jeff Clarkson, Harry Clarkson | 4:04     |  |
| 3.                                     | «It's Only a Paper Moon»                                          | Harold Arlen, E. Y. Harburg, Billy Rose          | 2:35     |  |
| 4.                                     | «More I Cannot Wish You»                                          | Frank Loesser                                    | 3:04     |  |
| 5.                                     | «The Glory of Love»                                               | Billy Hill                                       | 3:46     |  |
| 6.                                     | «We Three (My Echo, My Shadow and Me)»                            | Sammy Mysels, Dick Robertson, Nelson Cogane      | 3:22     |  |
| 7.                                     | «Ac-Cent-Tchu-Ate the Positive»                                   | Arlen, Johnny Mercer                             | 2:32     |  |
| 8.                                     | «My Valentine»                                                    | Paul McCartney                                   | 3:14     |  |
| 9.                                     | «Always»                                                          | Irving Berlin                                    | 3:50     |  |
| 10.                                    | «My Very Good Friend the Milkman»                                 | Harold Spina, Johnny Burke                       | 3:04     |  |
| 11.                                    | «Bye Bye Blackbird»                                               | Ray Henderson, Mort Dixon                        | 4:26     |  |
| 12.                                    | «Get Yourself Another Fool»                                       | Haywood Henry, Monroe Tucker                     | 4:42     |  |
| 13.                                    | «The Inch Worm»                                                   | Loesser                                          | 3:43     |  |
| 14.                                    | «Only Our Hearts»                                                 | McCartney                                        | 4:21     |  |
| 15.                                    | «The Christmas Song (Chestnuts Roasting on an Open Fire)»         | Mel Tormé, Robert Wells                          | 3:35     |  |
| 16.                                    | «Baby's Request»                                                  | McCartney                                        | 3:30     |  |
| 17.                                    | «My One and Only Love»                                            | Guy Wood, Robert Mellin                          | 3:50     |  |
| 18.                                    | «My Valentine» (Johnny Mandel Original Arrangement)               | McCartney                                        | 3:12     |  |
| 19.                                    | «I'm Gonna Sit Right Down and Write Myself a Letter» (En directo) | Fred E. Ahlert, Joe Young                        | 2:44     |  |
| 20.                                    | «Home (When Shadows Fall)» (En directo)                           | Peter van Steeden, Jeff Clarkson, Harry Clarkson | 4:26     |  |
| 21.                                    | «It's Only a Paper Moon» (En directo)                             | Harold Arlen, E. Y. Harburg, Billy Rose          | 2:55     |  |
| 22.                                    | «More I Cannot Wish You» (En directo)                             | Frank Loesser                                    | 3:28     |  |
| 23.                                    | «The Glory of Love» (En directo)                                  | Billy Hill                                       | 3:53     |  |
| 24.                                    | «We Three (My Echo, My Shadow and Me)» (En directo)               | Sammy Mysels, Dick Robertson, Nelson Cogane      | 4:14     |  |
| 25.                                    | «Ac-Cent-Tchu-Ate the Positive» (En directo)                      | Arlen, Johnny Mercer                             | 2:51     |  |
| 26.                                    | «My Valentine» (En directo)                                       | Paul McCartney                                   | 3:31     |  |
| 27.                                    | «Always» (En directo)                                             | Irving Berlin                                    | 4:21     |  |
| 28.                                    | «My Very Good Friend the Milkman» (En directo)                    | Harold Spina, Johnny Burke                       | 3:14     |  |
| 29.                                    | «Bye Bye Blackbird» (En directo)                                  | Ray Henderson, Mort Dixon                        | 4:45     |  |
| 30.                                    | «Get Yourself Another Fool» (En directo)                          | Haywood Henry, Monroe Tucker                     | 7:48     |  |
| 31.                                    | «My One and Only Love» (En directo)                               | Guy Wood, Robert Mellin                          | 4:16     |  |

## Personal
| Músicos - Paul McCartney: voz, guitarra acústica y silbidos - Diana Krall: piano y arreglos - Karriem Riggins: batería - Robert Hurst: bajo - John Pizzarelli: guitarra - Mike Mainieri: vibráfono - Orquesta Sinfónica de Londres: - Alan Broadbent: director de orquesta y orquestación - Roman Simovic: concertino - Bucky Pizzarelli: guitarra - Andy Stein: violín - Eddie Karam: director de orquesta - Assa Drori: concertino - Johnny Mandel: director de orquesta y arreglos rítmicos - John Clayton: bajo - Jeff Hamilton: batería - Anthony Wilson: guitarra - Joe Walsh: guitarra - Eric Clapton: guitarra - Ira Nepus: trombón - Christian McBride: bajo - Abe Laboriel Jr.: coros - Chloe Arzy: coro infantil - Evyn Johnson: coro infantil - Makiah Johnson: coro infantil - Michael Johnson: coro infantil - Delany Meyer: coro infantil - Ilsey Moon: coro infantil - Sabrina Walden: coro infantil - Sasha Walden: coro infantil - Scottie Haskell: conductor de coro infantil - Stevie Wonder: armónica - Vinnie Colaiuta: batería - Chuck Berghoffer: bajo - John Chiodini: guitarra - Tamir Hendelman: piano | Equipo técnico - Tommy LiPuma: producción musical - Al Schmitt: ingeniero de sonido y mezclas - Elliot Scheiner: ingeniero - Brian Montgomery: ingeniero - Steve Genewick: ingeniero - Fernando Lodeiro: ingeniero asistente - Marcus Johnson: ingeniero asistente - Sam Okell: ingeniero asistente - Kris Burton: ingeniero asistente - Gordon Davidson: ingeniero asistente - Paul Pritchard: ingeniero asistente - Eddie Klein: ingeniero asistente - Keith Smith: ingeniero asistente - Jamie Kirkham: ingeniero asistente - Doug Sax: masterización - Sanwook "Sunny" Nam: masterización - Shari Sutcliffe: coordinador de proyecto - Mary McCartney: fotografía de portada - MJ Kim: fotografía - Jonathan Schofield: concepto artístico - Matthew Cooper: diseño - Nancy Jeffries: A&R - Scott Rodger: mánager - MPL Production Team: - Lisa Power - Ruth Birch - Claudia Schmid - Rebecca Church - Billie Temple - Toby McColl - Kat Holder - Richard Miller - Jess Whiteley |

## Posición en listas
| País              | Lista                   | Posición |
| ----------------- | ----------------------- | -------- |
| Alemania          | Media Control Chart     | 9        |
| Australia         | ARIA Albums Chart       | 15       |
| Bélgica (Valonia) | Ultratop 200 Albums     | 6        |
| Bélgica (Flandes) | Ultratop 200 Albums     | 8        |
| Canadá            | Canadian Albums Chart   | 4        |
| Dinamarca         | Danish Albums Chart     | 3        |
| España            | Spanish Albums Chart    | 18       |
| Estados Unidos    | Billboard 200           | 5        |
| Estados Unidos    | Jazz Albums Chart       | 1        |
| Finlandia         | Finnish Albums Chart    | 18       |
| Francia           | SNEP Albums Chart       | 4        |
| Noruega           | Norwegian Top 40 Albums | 7        |
| Países Bajos      | Mega Albums Top 100     | 5        |
| Reino Unido       | UK Albums Chart         | 3        |
| Suecia            | Swedish Albums Chart    | 8        |
| Suiza             | Swiss Music Charts      | 12       |

| Sencillo       | País           | Lista                         | Posición |
| -------------- | -------------- | ----------------------------- | -------- |
| «My Valentine» | Estados Unidos | Adult Contemporary Chart      | 19       |
| «My Valentine» | Estados Unidos | Hot Adult Contemporary Tracks | 19       |
| «My Valentine» | Japón          | Japan Hot 100                 | 23       |